# Leopold Rottmann

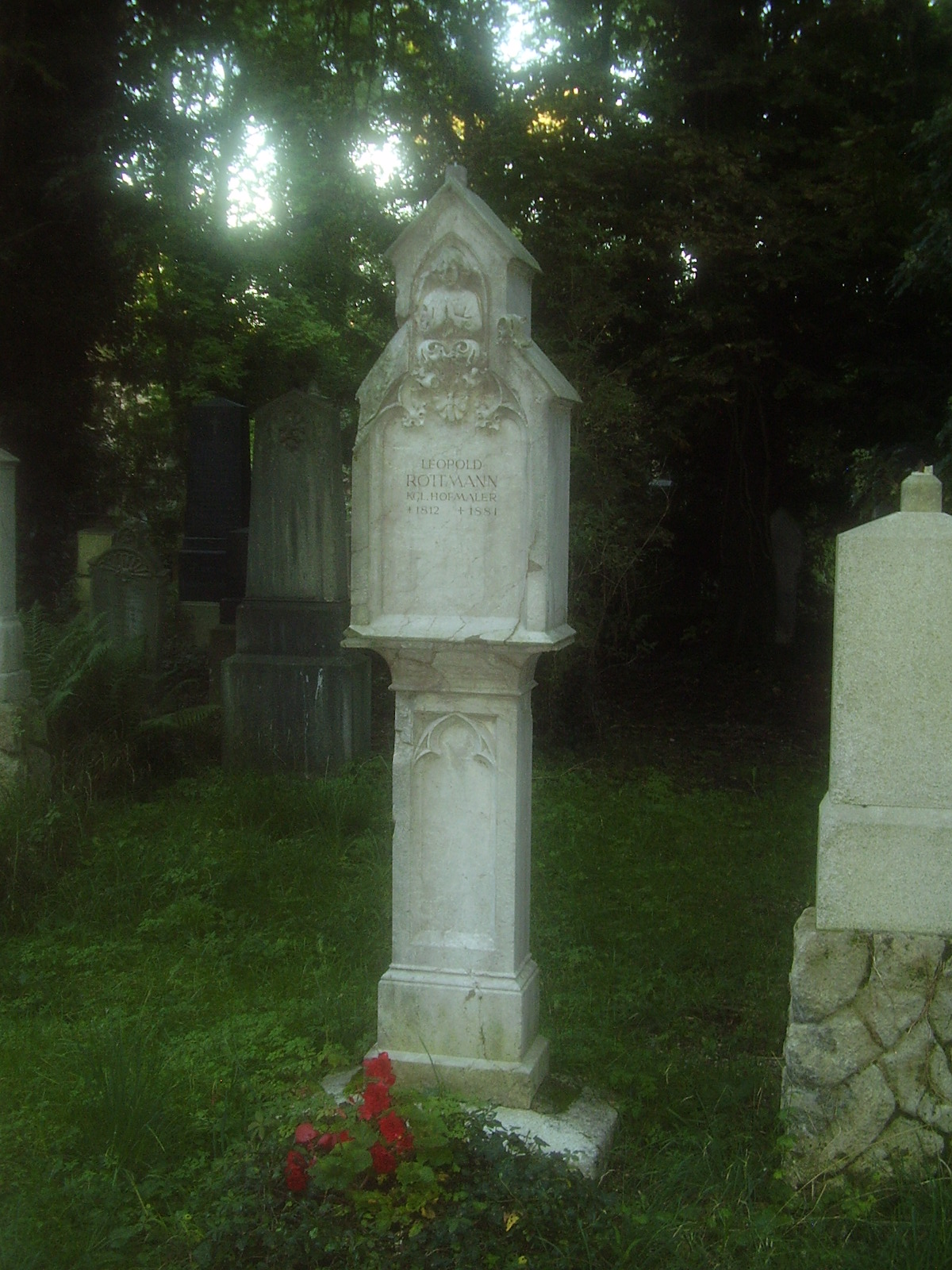
Leopold Rottmanns grav.

Leopold Rottmann,, född den 2 oktober 1812 i Heidelberg, död den 26 mars 1881 i München, var en tysk målare, bror till Carl Rottmann.
Rottmann var landskapsmålare som sin bror (Nya pinakoteket i München äger ett Landskap från Barmsee) och särskilt omtyckt som akvarellist. Han var olik brodern både i innehåll och i stil, ty han framställde naturen sådan hon i realiteten ser ut. Som hans främsta verk nämns ett jaktalbum för kung Maximilian II och ett album från Vierwaldstättersjön för kung Ludvig II. Han utgav (jämte Georg Pezolt och Peter Herwegen) Das Herzogthum Salzburg und seine Angrenzungen samt Ornamente aus den vorzüglichsten Bauwerken Münchens (1845-49).